# Млынок (Брагинский район)
Млынок (бел. Млынок) — упразднённый посёлок в Брагинском райсовете Брагинского района Гомельской области Беларуси.

## География

### Расположение
В 9 км на север от Брагина, 37 км от железнодорожной станции Хойники (на ветке Василевичи — Хойники от линии Калинковичи — Гомель), 120 км от Гомеля.
После катастрофы на Чернобыльской АЭС и радиационного загрязнения жители переселены в чистые места.

## Транспортная сеть
Транспортные связи по просёлочной, затем автомобильной дороге Брагин — Хойники.
Планировка состоит из короткой прямолинейной улицы меридиональной ориентации. Застройка деревянными домами усадебного типа.

## История
Основан в начале XX века переселенцами из соседних деревень. В 1932 году организован колхоз. В 1959 году входил в состав колхоза «Путь к коммунизму» (центр — деревня Соболи).
С 29 ноября 2005 года исключён из данных по учёту административно-территориальных и территориальных единиц.

## Население

### Численность
- 1980-е — жители переселены

### Динамика
- 1959 год — 80 жителей (согласно переписи)
- 1980-е — жители переселены